# Темистоклис Хадзийоану
Темистоклис П. Хадзийоану (на гръцки: Θεμιστοκλής Π. Χατζηιωάννου) е гръцки учен, химик.

## Биография
Роден е в 1927 година в Лерин, Гърция. Завършва Физическия факултет на Солунския университет и Университета на Илинойс, където в 1960 година получава докторска степен. В същия университет става специален изследовател в областта на аналитичната химия, който пост заема от 1961 до следващата 1962 година, а от 1962 до 1962 година е асистент. Хадзийоану е назначен за уредник на лабораторията по неорганична химия в Солунския университет, а в 1966 година е избран за временно изпълняващ длъжността професор. В 1969 година става професор по аналитична химия в Атинския университет, където преподава до 1994 година. Също така преподава в университетите в Илинойс и Вашингтон.
Хайдзийоану е член на Асоциацията на гръцките химици, на Американското химично общество и участва в редакционни колегии на международни списания и публикации. В 2000 година е избран за член на Атинската академия, в центъра по експериментална химия. Автор е на задълбочени изследвания, 11 книги и над 140 оригинални изследвания.
Умира на 31 юли 2012 година.